# Tigery
Tigery ist eine französische Gemeinde mit 4.359 Einwohnern (Stand: 1. Januar 2022) im Département Essonne in der Region Île-de-France. Die Gemeinde gehört zum Arrondissement Évry und ist Teil des Kantons Épinay-sous-Sénart. Die Einwohner werden Tigeriens genannt.

## Geographie
Tigery liegt etwa 30 Kilometer südöstlich von Paris an dem kleinen Flusslauf Hauldres, der westlich von Tigery in die Seine fließt. Umgeben wird Tigery von den Nachbargemeinden Quincy-sous-Sénart im Norden und Nordosten, Combs-la-Ville im Nordosten, Lieusaint im Osten und Südosten, Saint-Pierre-du-Perray im Süden, Saint-Germain-lès-Corbeil im Südwesten sowie Étiolles im Westen und Nordwesten.
Ein Teil des Waldgebietes Forêt de Sénart liegt im Gemeindegebiet.

## Bevölkerungsentwicklung
| 1962 | 1968 | 1975 | 1982 | 1990 | 1999 | 2006 | 2012 |
| 408  | 472  | 430  | 439  | 1140 | 1257 | 1767 | 3118 |

## Denkmäler
- Kriegerdenkmal